# Maria Friedman
Maria Friedman (Berni-felvidék, 1960. március 19. –) angol televíziós és musicalszínésznő.

## Életrajz

### Kezdetek
Friedman a svájci Berni-felvidéken született Leonard és Clair Friedman gyermekeként. Az édesanya angol zongorista, az édesapa pedig orosz hegedűművész a Royal Filharmonikus Zenekar-ban. Maria Németországban kezdte a tanulmányait, de  ötéves  korában, a szülei válása után Angliába költözött.

### Életpálya
Maria Friedman akkor vált ismertté, amikor megnyerte első Olivier-díját a Maria Friedman by Special Arrangement című szólóestjéért, majd később a Stephen Sondheim által írt Passion c. musicalbeli alakításáért 1996-ban megkapta a másodikat is, és a londoni színpad egyik vezető színésznőjévé vált. Később szerepelt a Chicago és a Ragtime musicalekben a West Enden.
Az utóbbi időkben eljátszotta Marian Halcombe szerepét Andrew Lloyd Webber legújabb musicalében, a The Woman in White-ban a West Enden és a Broadwayn is. Lloyd Webber Joseph and the Amazing Technicolor Dreamcoat c. musical 1999-es filmváltozatában Friedman volt a narrátor.
Alighogy elkezdődtek a New York-i The Woman in White főpróbái, Maria-nál első fázisú mellrákot diagnosztizáltak. Kórházba vonult, hogy a tumort eltávolítsák a szervezetéből. Kevesebb, mint egy héttel az operáció után visszatért a színpadra és játszott a darab hivatalos bemutatóján mondván, hogy a sugárterápiát 2005 decemberében fogja csak elkezdeni. A New York-i produkció 109 előadás után, 2006. február 22-én lekerült a színlapról, részben Maria, részben partnere, Michael Ball megbetegedései miatt. (Friedman szeretett volna 6 hét szabadságra menni a sugárkezelés miatt és helyette Judy Kuhn énekelt volna, de miután hivatalosan bejelentették az utolsó előadás napját, úgy döntött, hogy marad.)
Maria játszott több musicalben is, többek között a Hey, Mr. Producer! gálaműsorban, melyet Sir Cameron Mackintosh tiszteletére rendeztek. Ezen az esten Maria három dalt énekelt: You Could Drive a Person Crazy, Broadway Baby és How Many Tears?. Részt vett a Sondheim Tonight című gálán a londoni Barbican Centre-ben, ahol a Losing My Mind (a Follies-ból)-ot és a More-t (a Dick Tracy című 1990-es filmből) című dalokat adta elő. Szólóesteket is ad. Maria Friedman - By Special Arrangement és Maria Friedman - By Extra Special Arrangement előadásaival több helyen is fellépett, Angliában például a Trafalgar Studios-ban és New Yorkban a Café Carlye-ban, melyre minden jegy elkelt.
Több szóló lemeze is megjelent: Maria Friedman, Maria Friedman Live, és Now and Then.
Friedmant hétszer jelölték Olivier-díjra, melyből háromszor nyert.

### Személyes
Maria Friedman két gyermek anyja: Toby (sz. 1994.) Jeremy Sams-szel való kapcsolatából született és Alfie (sz. 2002.), az angol Oleg Poupkotól. A táncos, Roland Brine felesége volt, jelenlegi élettársa pedig Adrian Der Gregorian.

## Szerepek
- The Woman in White (Marian) (Olivier-díj jelölés)
- Ragtime (Anya) (Laurence Olivier-díj - Legjobb musicalszínésznő)
- By Extra Special Arrangement
- Chicago (Roxie Hart) (Olivier-díj jelölés)
- The Witches of Eastwick (Sukie)
- Blues in the Night
- By Special Arrangement (Olivier-díj - Legjobb szórakoztató előadás)
- Passion (Fosca) (Olivier Award Legjobb musicalszínésznő)
- Lady in the Dark (Liza Elliot) (Olivier-díj jelölés)
- April in Paris
- Ghetto (Hayyah)
- Sunday in the Park with George (Dot) (Olivier-díj jelölés)
- Merrily We Roll Along (Haymarket Theatre, Leicester)
- Break of Day
- Square Rounds
- The King and I (Royal Albert Hall)

## Filmjei
- Red Dwarf
- Casualty
- Joseph and the Amazing Technicolor Dreamcoat (narrátor)